# Phyllobius betulinus betulinus
Phyllobius betulinus betulinus é uma subespécie de insetos coleópteros polífagos pertencente à família Curculionidae.
A autoridade científica da subespécie é Bechstein & Scharfenberg, tendo sido descrita no ano de 1805.
Trata-se de uma subespécie presente no território português.